# Поцелуев мост
Поцелу́ев мост — автодорожный металлический арочный мост через реку Мойку в Адмиралтейском районе Санкт-Петербурга, соединяющий Казанский и 2-й Адмиралтейский острова.
Объект культурного наследия России федерального значения. Одно из знаковых мест Санкт-Петербурга, которое обросло легендами за счёт своего названия. Мост упоминается в песне 1950-х годов «Ленинградские мосты» в исполнении Леонида Утёсова.

## Расположение
Соединяет улицу Глинки с западной (нечётной) набережной реки Мойки. Рядом с мостом расположены комплекс Новая Голландия и здание Морских Крюковских казарм (Центральный военно-морской музей).
Выше по течению находится Почтамтский мост, ниже — Краснофлотский мост.
Ближайшая станция метрополитена (1,3 км) — «Садовая».

## Название
В 1738 года Комиссия о Санкт-Петербургском строении установила для моста наименование Цветной. Существующее название моста известно с 1790 года и дано по наименованию питейного дома «Поцелуй» купца 3-й гильдии Никифора Васильевича Поцелуева, который располагался на левом берегу реки Мойки, на углу Никольской улицы с 1739 года.

## История

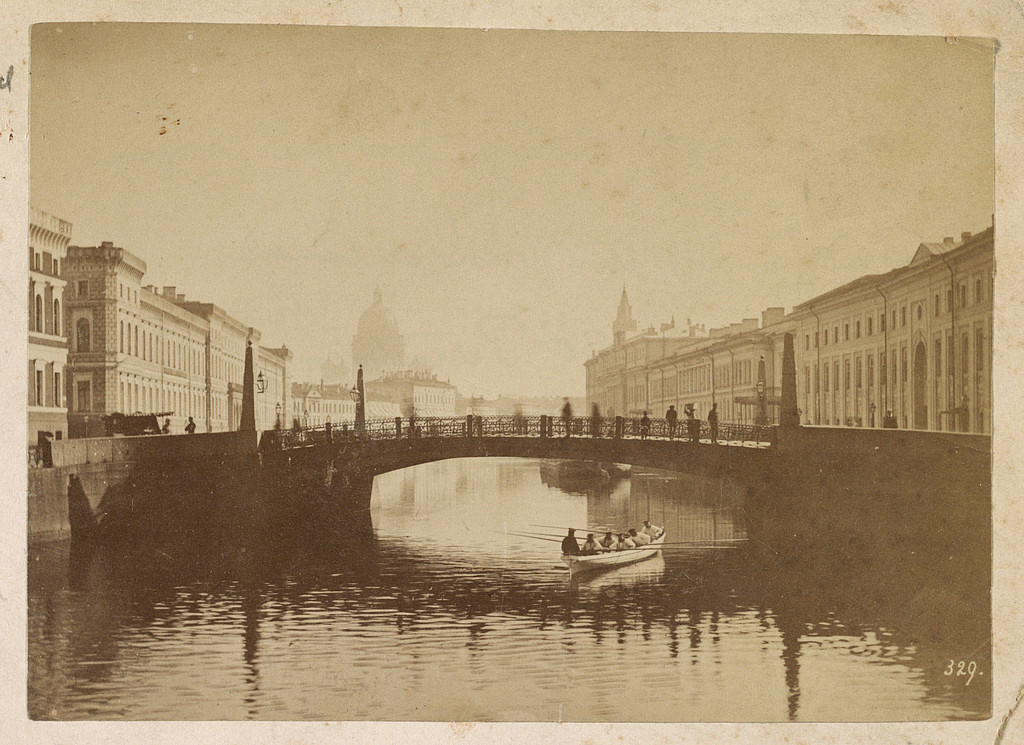
Чугунный Поцелуев мост. 1860-е

С 1738 году на этом месте существовал деревянный пешеходный мост на каменных опорах, с подъёмной частью для пропуска мачтовых судов. В 1768 году он перестроен для транспортного проезда.
В 1808 году по «образцовому» проекту архитектора В. Гесте началось строительство однопролётного чугунного моста, по типу Зелёного моста. Из-за начавшейся войны с Наполеоном строительство моста было приостановлено до 1813 года и завершено только в 1816 году. Чугунные тюбинги для пролётного строения были изготовлены на уральских заводах Н. Н. Демидова в 1814 году, ограждения — на Петербургском чугунолитейном заводе.
Мост был однопролётным чугунным арочным. Верхнее строение представляло собой чугунный свод из чугунных тюбингов эллиптической формы, расположенных строго рядами по 7 штук вдоль пролёта. Таких рядов по ширине моста было 14. Арки моста были заделаны на длину целой коробки в тело каждого устоя и упирались концевыми торцами в наклонный гранитный ряд. Как коробки отдельных арок, так и арки между собою были соединены болтами. Полная ширина моста была 21,2 м (из них ширина проезжей части в 15,3 м и два тротуара по 2,95 м). При въездах на мост были установлены гранитные обелиски с фонарями.
Петербургская газета «Северная почта» писала 12 августа 1816 года:

Чугунный мост на Мойке, один из назначенных в 1808 году к сооружению в здешней столице, именуемый Поцелуевым, совершенно работою окончен… и открыт для проезда 5 числа сего месяца. <…> Строение моста начато в мае сего года и окончено 2 сего августа. Величиною, отделкою и красотою, равно как и скоростью построения превосходит он другие здесь доселе воздвигнутые чугунные мосты.

Мост упоминается в очерке А. С. Грибоедова «Частные случаи петербургского наводнения», посвящённого наводнению 1824 года: «Кашин и Поцелуев мосты были сдвинуты с места.»
В 1888 году заменены пять лопнувших чугунных ящиков новыми, разобраны две крайние арки для исправления пят в гранитных устоях, окрашены нижние части моста.

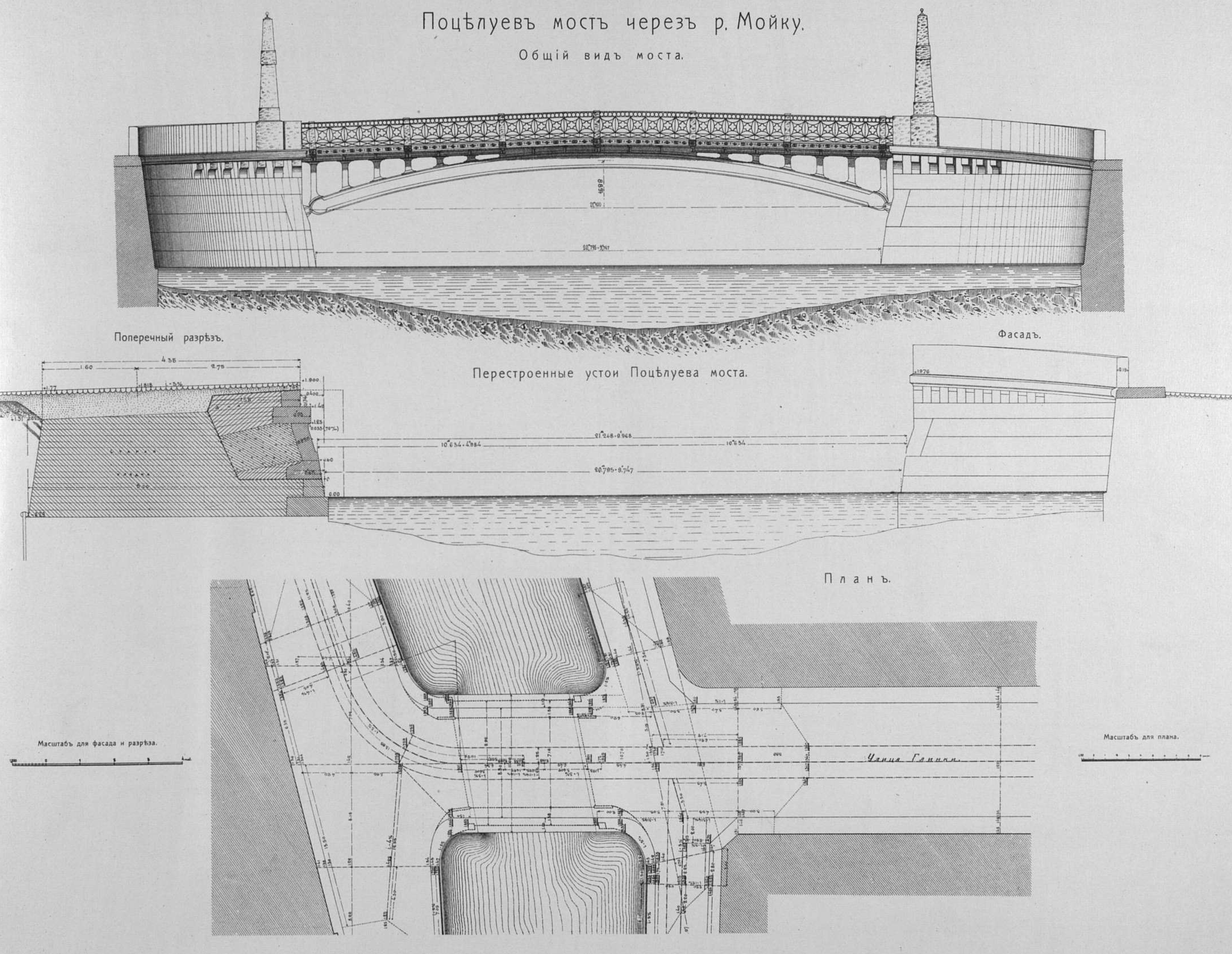
Проект реконструкции моста. 1907 год

В 1905 и 1906 годах в связи с намеченным открытием трамвайного движения по улице Глинки мост обследовала комиссия инженеров, которая признала необходимость немедленно перестроить его и ограничить провоз по нему грузов (не свыше 200 пудов). Автор проекта реконструкции моста — инженер А. П. Пшеницкий.
Работы по реконструкции моста начались 4 июня 1907 года и велись в два этапа: вначале переустраивалась верховая половина моста, и затем — низовая. Подрядчиками были инженер-технолог И. М. Болбочаном (опоры) и С.-петербургский металлический завод (верхнее строение).
Устои моста были частично переложены до уровня воды. Чугунное пролётное строение заменено на новое, из литого железа. При этом статическая схема моста была изменена с бесшарнирного свода на двухшарнирную арку. Ширина моста была увеличена до 23,5 м за счёт выноса тротуаров на консоли. Перила на мосту были установлены новые по старому рисунку, на устоях сохранены старые перила, гранитные парапеты и гранитные обелиски.
Перестройка первой половины моста была закончена 14 июня 1908 года. Окончание второй половины моста последовало только 15 сентября 1908 года, а набережные низовой половины закончены к 1 ноября 1908 года. Производителем работ был инженер О. А. Маддисон.
15 июля 1908 года в составе открытия 5 линии петербургского трамвая по мосту началось трамвайное движение.
В 1952 году по проекту А. Л. Ротача восстановлены четыре гранитных обелиска, увенчанных шарами, со светильниками по типу обелисков на Красном мосту. При реставрации 1969 года шары-навершия обелисков покрыли позолотой, а также восстановили другие элементы убранства моста.
В 1998 году произведена окраска пролётного строения и замена гранитного силового ограждения. В 2006 году было прекращено трамвайное движение по мосту и прилегающим улицам. В 2010 году в ходе ремонта покрытия проезжей части моста были демонтированы трамвайные пути.
10 мая 2024 года около 13:00 с этого моста в реку Мойку, пробив ограду, упал рейсовый газомоторный автобус Volgabus-4298.G4, следовавший по маршруту 262, вместе с 8 пассажирами и водителем, 7 пассажиров автобуса погибло. Возбуждены уголовные дела по статьям 264 УК РФ ч.5 и 238 УК РФ. 

### Обычаи и легенды, связанные с мостом

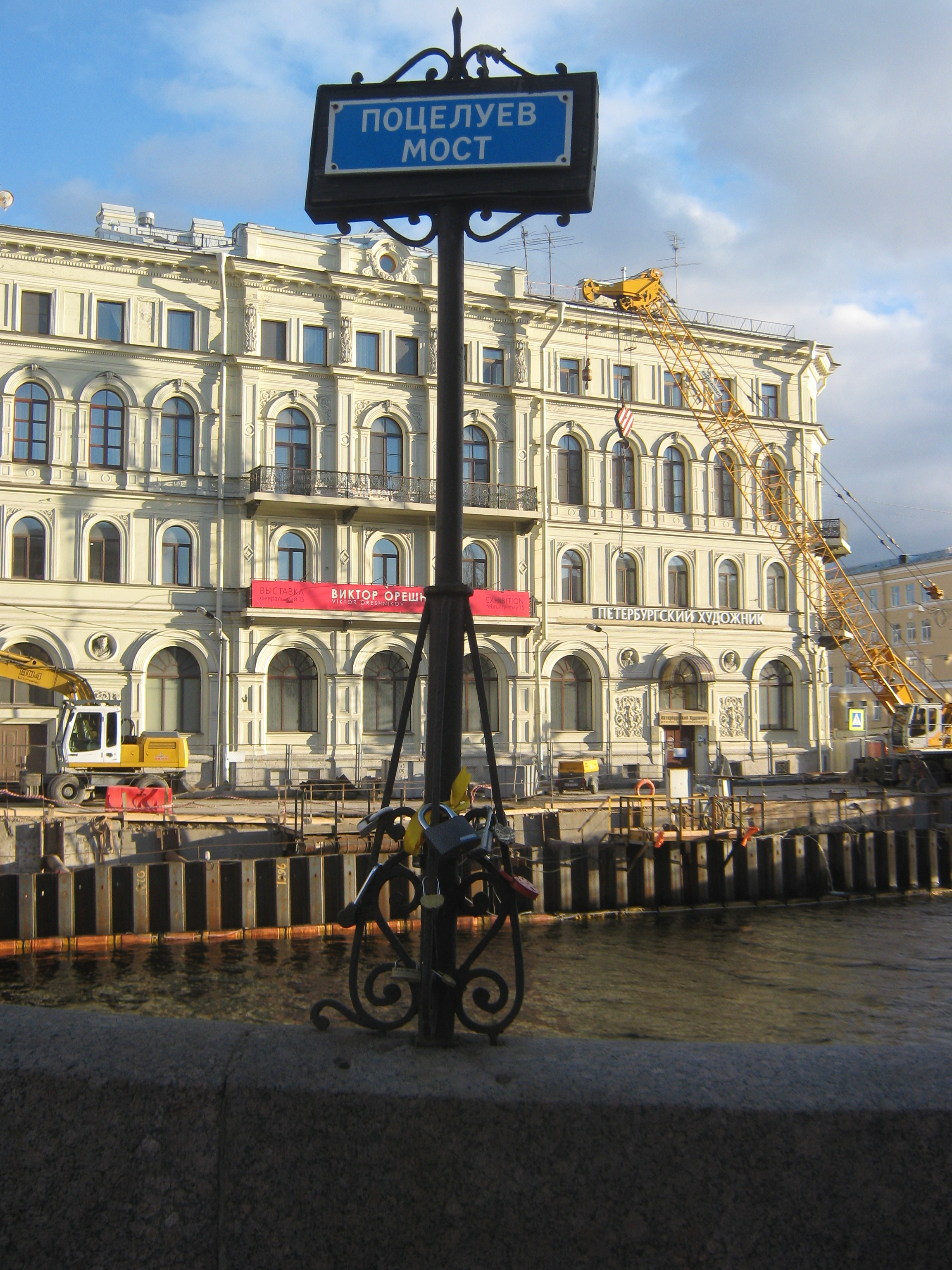
Замки любви перед Поцелуевым мостом

С названием моста связано множество легенд.
- Говорили, что в XVIII веке, когда граница города доходила только до реки Мойки, мост служил местом прощаний и встреч. Здесь прощались со своими возлюбленными все, кому приходилось уезжать из города.
- Мост, по одной из бытовавших версий, назван Поцелуевым оттого, что ведёт к воротам Гвардейского Флотского экипажа: здесь моряки прощались со своими подругами[6].
- Кроме того, считалось, что здесь арестанты прощались с родными (недалеко находилась тюрьма), отсюда и множество поцелуев.
- Согласно одной из легенд, название объясняется тем, что в старину у влюблённых был обычай: при переходе через мост целоваться, чтобы, как они говорили при этом друг другу, никогда не расставаться.
- Также фигурирует старинный обычай целоваться с проезжающими и проходящими через мост всякий раз, независимо от степени близости и родства.
- Сохранились предания, что в старину Поцелуев мост служил местом для свиданий молодых влюблённых, по каким-то причинам вынужденных скрывать свои чувства.

Эти мифы получили дополнительное развитие в XX веке:
- Если при расставании поцеловать человека на этом месте, то он обязательно вернётся.
- Считается, что влюблённые, поцеловавшиеся на мосту или, ещё лучше, под ним, непременно будут счастливы. И мера этого счастья будет зависеть от того, как долго длится их поцелуй.
- Также рекомендуется посетить его и молодожёнам. В день свадьбы советуют пройти или проехать по Поцелуеву мосту, причём начать поцелуй новоиспечённые супруги должны на одном берегу реки Мойки, а закончить — на другом, и тогда им обеспечена долгая и счастливая семейная жизнь.
- Обычай влюблённых целоваться на этом мосту, чтобы никогда не расставаться, противопоставляет эту неразводную переправу разводным мостам, так как расходящиеся створки символизируют расставание.

## Конструкция
Мост однопролётный металлический арочный. По конструктивной схеме идентичен Садовому, Варшавскому, и Пантелеймоновскому мостам. Верхнее строение моста состоит из десяти двухшарнирных клёпаных арок двутаврового сечения с поперечными балками также двутаврового сечения. Расчётный пролёт арки l = 21,1 м, подъём f = 1,688 м. Промежутки между фермами и поперечными балками перекрыты лотковым железом. Арки имеют внизу горизонтальные связи из уголков. Тротуары располагаются частью на консолях, частью между фермами. Устои моста каменные на свайных основаниях с гранитной облицовкой. Мост косой в плане, угол косины составляет 10°. Длина моста составляет 35,8 (41,5) м, ширина моста в осях перил — 23,5 м.
Мост предназначен для движения автотранспорта и пешеходов. Проезжая часть моста включает в себя четыре полосы для движения автотранспорта. Покрытие проезжей части — асфальтобетон, тротуаров — гранитные плиты (на открылках) и литой асфальт. Тротуары отделены от проезжей части высокими гранитными парапетами. Перильное ограждение чугунное, однотипное с решёткой набережной Мойки, завершается на устоях гранитным парапетом. При въездах на мост установлены гранитные обелиски, на одном из которых видны довольно заметные следы от осколков фашистского снаряда. Фонари и шары-навершия были демонтированы в 2011 году, отреставрированы и находятся на ответственном хранении в Санкт-Петербургском ГБУ «Мостотрест».